# Dominik Duscher

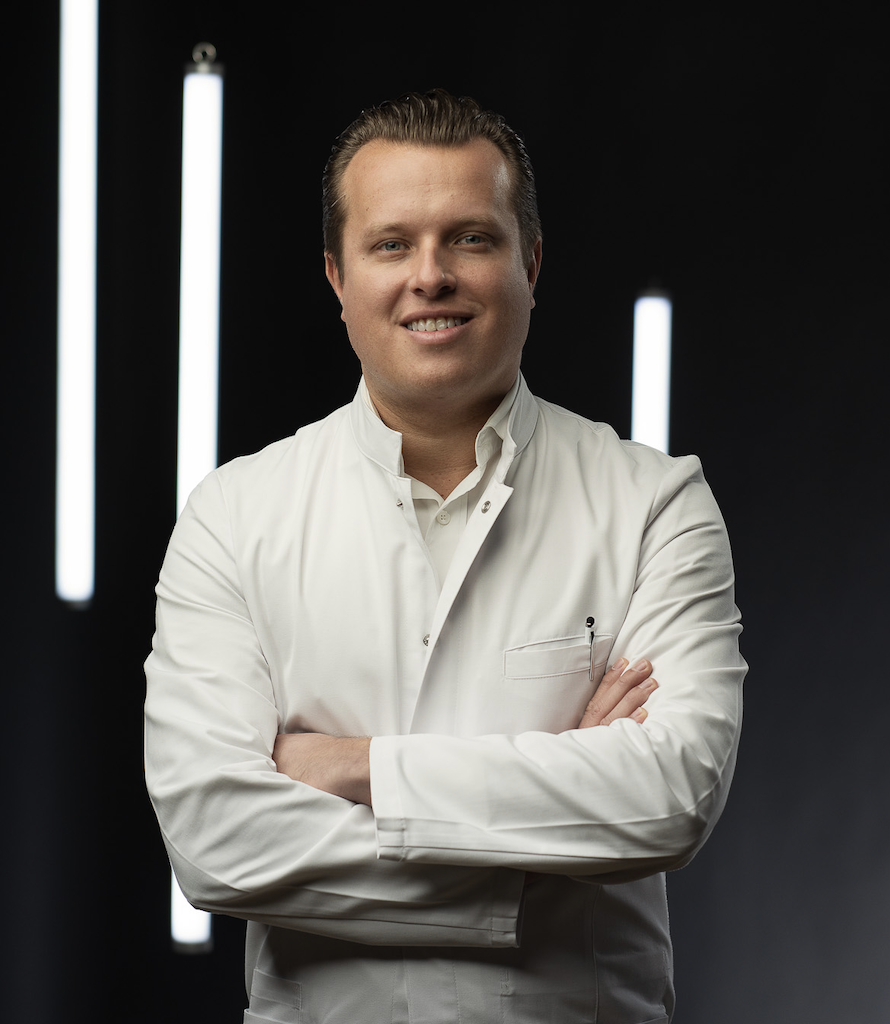
Dominik Duscher 2020

Dominik Duscher (* 21. Februar 1987 in Schärding am Inn) ist ein österreichischer Plastischer Chirurg, Wissenschaftler, Buchautor und Unternehmer.
Dominik Duscher ist Programmdirektor für angewandte Regenerative Medizin am Lehrstuhl für Plastische Chirurgie der Eberhard-Karls-Universität Tübingen an der BG Klinik Tübingen. Zusätzlich arbeitet er in privater Praxis in München. Sein Forschungsschwerpunkt ist die Optimierung der Zellfunktion im Alter und bei Diabetes. Er hält mehrere Patente, veröffentlichte mehr als 130 wissenschaftliche Arbeiten in den Bereichen Plastische Chirurgie, Ästhetische Chirurgie, Onkologie, Unfallchirurgie, Handchirurgie, Stammzellbiologie, angewandte und molekulare Regenerative Medizin sowie Altersforschung und verfasste mehrere wissenschaftliche und populärwissenschaftliche Bücher. Seine Forschungen zur Hautregeneration und zum HIF Signalweg führten zur Gründung des Biotech-Unternehmens Tomorrowlabs GmbH, in dem er als geschäftsführender Gesellschafter und wissenschaftlicher Leiter fungiert.

## Werdegang
Von 2006 bis 2012 absolvierte Dominik Duscher sein Medizinstudium an der Medizinischen Universität Wien, dem University College London, UK und der Harvard Medical School, wo er von Bohdan Pomahač am Brigham and Women’s Hospital in Boston ausgebildet wurde. Zusätzliche Studienaufenthalte führten ihn an die Facoltà di Medicina dell’ Università Sapienza di Roma, Italien, das New York-Presbyterian Hospital, Weill Cornell Medical College, NY, USA, an das Instituto Ivo Pitanguy, Pontifícia Universidade Católica do Rio de Janeiro, Brasilien, an das Addenbrooke’s Hospital der University of Cambridge, an das Huashan Hospital der Fudan University Shanghai, an das Hospital Clinic, Universitat de Barcelona, Spanien und an das Universitätsklinikum Heidelberg. Im Anschluss begann er die praktische Facharztausbildung für Plastische, Ästhetische und Rekonstruktive Chirurgie in Wien bei dem berühmten Plastischen Chirurgen Artur Worseg.
Von 2013 bis 2015 absolvierte er eine wissenschaftliche Ausbildung als Postdoc in Stammzellbiologie und regenerativer Medizin an der Stanford University bei Geoffrey Gurtner und Michael Longaker. Dominik Duscher hält zusätzlich zu seinem Doktor der gesamten Heilkunde ein wissenschaftliches Doktorat der Medizin mit Fokus Stammzellbiologie.
Nach seiner Rückkehr nach Österreich setzte Duscher seine Ausbildung als Plastischer Chirurg fort und leitete ab April 2015 die Plastisch Chirurgische Forschung am Bereich Plastische, Rekonstruktive und Ästhetische Chirurgie am Med Campus III des Kepler-Universitätsklinikums in Linz bei Georg Huemer. Noch als Assistenzarzt wurde Dominik Duscher im März 2017 zum Direktor der Abteilung für experimentelle Plastische Chirurgie am Klinikum rechts der Isar der Technischen Universität München ernannt. Dort habilitierte er im Juni 2020 als damals Jüngster im Fach „Plastische, Ästhetische und Rekonstruktive Chirurgie“. Für seine Habilitationsarbeit wurde er mit dem Habilitationsstipendium des Landes Oberösterreich geehrt. Anschließend wechselte er an den Lehrstuhl für Plastische Chirurgie der Eberhard-Karls-Universität Tübingen an der BG Klinik Tübingen. Im September 2020 eröffnete er eine Privatpraxis in München-Schwabing mit dem Schwerpunkt minimalinvasive ästhetische und regenerative Medizin.
Dominik Duscher ist Research Coordinator des Mikrochirurgischen Ausbildungs- und Trainingszentrum (MAZ) in Linz und des jungen Forums der österreichischen Gesellschaft für Handchirurgie. Außerdem ist er seit 2014 Generalsekretär des European Plastic Surgery Research Council (EPSRC) und war 2019 als dessen Vorsitzender für den Jahreskongress verantwortlich, der am TranslaTUM der Technischen Universität München veranstaltet wurde.

## Tätigkeit als Buchautor
Dominik Duscher verfasste mehrere wissenschaftliche und populärwissenschaftliche Bücher. Gemeinsam mit der Journalistin und Fernsehmoderatorin Nina Ruge veröffentlichte er im Juni 2020 ein neues Standardwerk zum Thema Altersforschung. In Altern wird heilbar: Jung bleiben mit der Kraft der drei Zellkompetenzen werden neueste Erkenntnisse aus der Zellforschung präsentiert. Die Autoren umreißen die Prozesse des Alterns und zeigen, wie es in Zukunft heilbar wird. Im Fokus stehen die drei elementaren Fähigkeiten der Zellen: die natürliche Zellerneuerung, die Entgiftung auf Zellebene und die Stabilisierung der Energieerzeugung. Das Buch wurde sofort nach Erscheinen zum Spiegel-Bestseller und ist es bis durchgehend bis heute. Eine Fortsetzung in Form eines Praxisbuchs ist für Sommer 2021 angekündigt.

## Tätigkeit als Unternehmer
Seine Forschungen zur Hautregeneration führten 2016 zur Gründung des Biotech-Unternehmens Tomorrowlabs GmbH, in dem er als geschäftsführender Gesellschafter und wissenschaftlicher Leiter fungiert. Gemeinsam mit seinem Co-Gründer, dem Pharmakologen Dominik Thor, gewann er einen illustren Investorenkreis für Tomorrowlabs, u. a. die Fernsehmoderatorin Nina Ruge, ihren Ehemann, den Top-Manager und ehemaligen Linde-CEO Wolfgang Reitzle und den Schweizer Milliardär Michael Pieper. Das Unternehmen basiert auf dem zum Patent angemeldeten HSF („HIF-stärkender Faktor“)-Wirkstoff, der Haut- und Haarregeneration fördern soll, und vertreibt seine Produkte zurzeit bei der Parfümeriekette Douglas. Des Weiteren engagiert er sich als wissenschaftlicher Berater für das Longevity-Unternehmen MoleQlar GmbH mit Sitz in Berlin.

## Monographien (Auszug)
- Altern wird heilbar: Jung bleiben mit der Kraft der drei Zellkompetenzen. Graefe und Unzer, 2020, ISBN 978-3-8338-7178-8.
- Regenerative Medicine and Plastic Surgery: Skin and Soft Tissue, Bone, Cartilage, Muscle, Tendon and Nerves. Springer Nature Switzerland, 2019, ISBN 978-3-030-19962-3.
- Regenerative Medicine and Plastic Surgery: Elements, Research Concepts and Emerging Technologies. Springer Nature Switzerland, 2019, ISBN 978-3-030-19957-9.
- D. Duscher, M. Pollhammer, G. M. Huemer: Correction of Gluteal Contour Deformities After Overaggressive Liposuction Utilizing the Deepithelialized Fasciocutaneous Infragluteal (FCI) Flap. In: M. A. Schiffmann, A. Di Giuseppe (Hrsg.): Liposuction – Principles and Practice. Springer, Berlin / Heidelberg 2016, ISBN 978-3-662-48903-1